# Russell Haswell
Russell Haswell (nacido en 1970 en Coventry) es un artista multidisciplinar.

## Carrera
Ha expuesto trabajos visuales conceptuales y sobre pared, videoarte, escultura pública, así como presentaciones de arte sonoro tanto en galerías de arte como en salas de conciertos. Una de sus áreas de especialización es la llamada Extreme Computer Music. Uno de sus proyectos se ha desarrollado con los músicos experimentales Florian Hecker y Iannis Xenakis trabajando como un sistema de gráficos denominado "UPIC Music Composing System", cuyo resultado ha sido mostrado en la forma de sesiones de música electroacústica a través de múltiples canales, por ejemplo para el evento Frieze Art Fair. Ha colaborado con músicos como Aphex Twin, Jake and Dinos Chapman, Florian Hecker, Earth, Popol Vuh, Kjetil Manheim, Carsten Höller, Mika Vainio, Carl Michael von Hausswolff, Masami Akita, Peter Rehberg, Zbigniew Karkowski, Gescom, Yasunao Tone y Whitehouse. También es conocida y apreciada su faceta de selector musical y DJ.
En 2002, su disco Live Salvage 1997-2000 (Mego) recibió la mención honorífica Prix Ars Electronica para música digital. En 2005 y 2006 auspició dos eventos de club en Londres bajo el título All Tomorrow's Parties, que contaron con artistas como Carl Michael von Hausswolff, Yasunao Tone + Hecker, Mark Stewart and the Maffia, Aphex Twin, Whitehouse, Surgeon + Regis Present: British Murder Boys, Lee Dorrian, Pita, Earth, Autechre, Robert Hood (ex Underground Resistance).

## Discografía seleccionada
- (2001) Russell Haswell: Live Salvage 1997 -> 2000 (Mego)
- (2002) Masami Akita & Russell Haswell: Satanstornade (Warp Records)
- (2005) Haswell & Hecker: Revision (Mego)
- (2007) Haswell and Hecker: Blackest Ever Black (Warner Classics & Jazz)
- (2008) Haswell & Hecker: UPIC Warp Tracks (Warp)
- (2008) Russell Haswell: Second Live Salvage (Editions Mego)
- (2009) Russell Haswell: Wild Tracks (Editions Mego)
- (2011) Russell Haswell: In It (Immersive Live Salvage) (Editions Mego)